# برسة سوي السفلي (غلامان)
برسة سوي السفلی (بالفارسية: پرسه‌سوی سفلی) هي قرية تقع في إيران في قسم غلامان الريفي. يقدر عدد سكانها بـ 339 نسمة .